# St. Germanshof
St. Germanshof is een plaats in de Duitse gemeente Bobenthal, deelstaat Rijnland-Palts, en telt 40 inwoners (2005).